# Scoparia gomphota
Scoparia gomphota là một loài bướm đêm trong họ Crambidae.